# Olympische Sommerspiele 2012/Radsport – Einzelzeitfahren Straße (Frauen)
Das Einzelzeitfahren der Frauen im Straßenradsport bei den Olympischen Spielen 2012 in London fand am 1. August 2012 statt.
Das Rennen war 29 km lang, der Start und das Ziel befanden sich am Hampton Court Palace. Den Olympiasieg sicherte sich zum zweiten Mal in Folge Kristin Armstrong aus den Vereinigten Staaten mit einem Vorsprung von 16 Sekunden auf die amtierende Weltmeisterin Judith Arndt aus Deutschland. Den Bronzerang belegte wie schon drei Tage zuvor im Straßenrennen der Frauen die Russin Olga Sabelinskaja.

## Titelträgerinnen
| Olympiasiegerin | Kristin Armstrong | Peking 2008 |
| Weltmeisterin   | Judith Arndt      | Varese 2011 |

## Ergebnisse
| Rang | Athletin           | Nation             | Zeit         |
| ---- | ------------------ | ------------------ | ------------ |
| 1    | Kristin Armstrong  | Vereinigte Staaten | 37:34,82 min |
| 2    | Judith Arndt       | Deutschland        | 37:50,29 min |
| 3    | Olga Sabelinskaja  | Russland           | 37:57,35 min |
| 4    | Linda Villumsen    | Neuseeland         | 37:59,18 min |
| 5    | Clara Hughes       | Kanada             | 38:28,96 min |
| 6    | Emma Pooley        | Großbritannien     | 38:37,70 min |
| 7    | Amber Neben        | Vereinigte Staaten | 38:45,17 min |
| 8    | Ellen van Dijk     | Niederlande        | 38:53,68 min |
| 9    | Trixi Worrack      | Deutschland        | 39:20,73 min |
| 10   | Lizzie Armitstead  | Großbritannien     | 39:26,24 min |
| 11   | Pia Sundstedt      | Finnland           | 40:01,69 min |
| 12   | Tatjana Antoschina | Russland           | 40:12,49 min |
| 13   | Shara Gillow       | Australien         | 40:25,03 min |
| 14   | Emma Johansson     | Schweden           | 40:38,56 min |
| 15   | Audrey Cordon      | Frankreich         | 40:40,51 min |
| 16   | Marianne Vos       | Niederlande        | 40:40,79 min |
| 17   | Emilia Fahlin      | Schweden           | 41:15,86 min |
| 18   | Clemilda Fernandes | Brasilien          | 41:25,39 min |
| 19   | Denise Ramsden     | Kanada             | 41:44,81 min |
| 20   | Jelena Tschalych   | Aserbaidschan      | 41:47,06 min |
| 21   | Tatiana Guderzo    | Italien            | 41:48,94 min |
| 22   | Noemi Cantele      | Italien            | 41:51,18 min |
| 23   | Liesbet De Vocht   | Belgien            | 42:08,28 min |
| 24   | Ashleigh Moolman   | Südafrika          | 42:23,57 min |